# Hartford Americans
O Hartford Americans foi um clube americano de futebol  com sede em Hartford, Connecticut, que era membro da American Soccer League.

## História
Eles ingressaram na liga em 1927, mas foram dispensados no início da temporada para equilibrar a liga, depois que o Philadelphia Celtic foi suspenso após apenas 10 jogos. 